# Tetragnatha sidama
Tetragnatha sidama este o specie de păianjeni din genul Tetragnatha, familia Tetragnathidae, descrisă de Caporiacco, 1940.
Este endemică în Etiopia. Conform Catalogue of Life specia Tetragnatha sidama nu are subspecii cunoscute.